# Aristomachos le Jeune
Pour les articles homonymes, voir Aristomaque.
Sauf précision contraire, les dates de cet article sont sous-entendues « avant l'ère commune », c'est-à-dire « avant Jésus-Christ ».
Aristomachos le Jeune,,,,, (en grec ancien Ἀριστόμαχος), né pendant la première moitié du IIIe siècle av. J.-C. et mort en 224 av. J.-C., est un tyran d'Argos, en Argolide, Grèce, à la fin du IIIe siècle av. J.-C.

## Données littéraires et épigraphiques
Le parcours d'Aristomachos est essentiellement connu grâce aux récits des historiens Plutarque — à travers les biographies d'Aratos de Sicyone et de Cléomène III —, de Polybe,,,,, et de Phylarque,. En outre, Aristomachos fait l'objet d'une mention dans le Livre II de la Périégèse, de Pausanias,.
D'autre part, des faits et événements liés à son existence sont documentés par des inscriptions réalisées à titre collectif, dont une est gravée sur un monument érigé en son honneur,,,,,.

## Généalogie
Aristomachos le Jeune est le fils d'Aristomachos l'Ainé (en), lui-même tyran et fondateur de la tyrannie d'Argos vers 250 av. J.-C.,,, assassiné par ses esclaves,,,.
Il est l'arrière-petit-fils d'une personnalité militaire, probablement un général argien, dont le nom serait Aristomachos ou Archandros,,.
Il est le petit-fils d'Aristippe I et le frère cadet d'Aristippe II, père d'Apia, épouse de Nabis, 
roi de Sparte,,,,.

## Biographie

### Tyran d'Argos puis stratège de la Ligue achéenne
Le règne d'Aristomachos en tant que tyran d'Argos fait suite à celui d'Aristippe II, son frère, tué par un personnage dénommé Trasiskos, et coïncide avec la dernière partie du règne de Démétrios II (240-230 avant Jésus-Christ),,. Aristomachos, avec l'aide d'Agias — possiblement son deuxième frère —, le soutien des macédoniens et plus particulièrement celui de Démétrios II, dont il possède la « favorable », prend possession de la tyrannie de la cité argienne immédiatement après la chute d'Aristippe II, en 235 av. J.-C.,,,. Une inscription, mise en évidence sur le site archéologique de Némée, fait allusion à cet événement,.
Il s'oppose pendant quelques années à la politique d'Aratos de Sicyone l'homme fort de la Confédération achéenne. Puis, les menaces que font planer sur la cité d'Argos les raids illyriens et la domination du royaume de Macédoine sur la vie politique grecque le convainquent de faire adhérer Argos à la Confédération en 229 avant Jésus-Christ,. Cette alliance, ainsi que le rapprochement d'Aristomachos et d'Aratos, est officialisée lors de l'assemblée tenue à l'automne de cette même année. Lors du ralliement de la cité d'Argos, afin d'indemniser les mercenaires d'Aristomaque le Jeune, congédiés, la Ligue achéenne verse une somme équivalente à 50 talents,,,. À cette époque, il n'hésite pas à profiter de la crise de succession régnant chez les macédoniens, ses anciens alliés, après la mort de Démétrios II, ainsi que des « pots-de-vin » versés par la ligue achéenne.
Sur les conseils d'Aratos, Aristomachos met un terme à la tyrannie d'Argos, à l'instar de Xénon (en) pour la cité d'Hermione,,,. Cette action politique, par laquelle Aristomachos vise à revêtir un titre d'importance au sein de la Ligue achéenne, lui permet d'être élu stratège de cette confédération, l'année suivante, en 228,,, au cours du mois de février. Il commence à exercer la stratégie à partir du mois de mai. Marcel Dubois place la date de son investiture en 227. Karl Julius Beloch, quant à lui, en s'appuyant sur les écrits de Plutarque, et les dates d'investitures d'Aratos, estime que les années 228-227 ne peuvent être corroborées avec certitude et que l'exercice de la stratégie d'Aristomachos serait plus probablement à assigner pour la seule année de 227. Aristomachos occupe cette fonction jusqu'en 227 av. J.-C.,,,. La guerre du koinon achéen contre Cléomène III est officialisée sous forme de vote au cours de la stratégie d'Aristomachos.
Chargé de la stratégie de la Ligue achéenne, il conduit une armée fédérale composée de 20 000 fantassins et 1 000 cavaliers pour aller contrer les troupes de Cléomène III au Pallantion,. Toutefois, sur les instances d'Aratos , alors sous le commandement direct d'Aristomachos, la confrontation des deux osts gréco-antiques a finalement lieu à Élis. C'est après cette bataille que naissent des tensions entre Aristomachos et Aratos,. Au cours de l'année 227 et en 226, Aratos, sorti renforcé par la bataille soutenue contre Cléomène III, remplace Aristomachos à la tête de la stratégie achéenne en 227/226,,,,. Tandis qu'à cette époque la confédération des achéens se trouve en proie à des troubles internes, probablement en raison de tractations « non-officielles » passées entre Aratos et les macédoniens, Aristomachos n'est plus présent sur la « scène » politique,.
Pendant la guerre cléoménique, Aristomachos reste allié aux achéens jusqu'en 225 av. J.-C., Pour Édouard Will, Aristomachos fait figure de « boute-feu » au cours de la guerre cléoménique, à l'instar de Lydiadas de Mégalopolis (en) et à contrario d'Aratos.
La période durant laquelle Aristomachos est allié à la ligue achéenne, entre 229 et 225 av. J.-C. est, outre les écrits de Polybe et de Plutarque, documenté par un monument honorifique érigé dans le sanctuaire d'Asclépios en Épidaure par le koinon des asinéens (en) de Messénie — « κοιν̣ὸν τῶν Ἀσι[να]ίων », « koinon of Asinaioi » — sur lequel a été gravée une inscription, inventoriée IG IV2 1, 621 et [ISE 45],. Le texte de l'inscription lapidaire associe Aristomachos à Apia, ou Apega, la probable nièce du tyran argien, ainsi qu'à un autre personnage,.

### Allié de Cléomène III
À partir de 225 av. J.-C., Aristomachos le Jeune rejoint le camp de Cléomène III,. La période durant laquelle Aristomachos est rangé aux côtés de Cléomène est documentée par une inscription — inventoriée IG V 2, 1, 9 ou Sylloge 510 — dont la date de mise en œuvre est postérieure à 225, faite en son honneur par la cité de Tégée, alors alliée de Sparte, et l'évoquant arboré d'une armure et égal des autres citoyens tégéates — qui « manifestèrent leur reconnaissance pour des bienfaits généralement associés à la guerre cléoménique »,,,.
Après son ralliement à Cléomène, Aristomachos rétablit la tyrannie dans la cité d'Argos. Il revêt alors à nouveau le titre de tyran. Avec l'aide des achéens, Aratos de Sicyone tente de reprendre la cité d'Argos. Sa tentative échoue et Aristomachos donne l'ordre de faire exécuter 80 argiens soupçonnés de compromission avec les achéens.

### Chute du pouvoir et mort
Durant l'été 224 av. J.-C., une révolte, menée par Aristotélès (en), un leader politique proche d'Aratos, survient à Argos. La cité argienne est alors investie par les troupes achéennes et macédoniennes avec à leur tête Antigone III Doson, dont l'assistance avait été requise par Aratos,.
Le ralliement d'Aristomachos à Cléomène III et sa trahison envers la Ligue achéenne lui valent d'être arrêté par les achéens, puis torturé et exécuté sans qu'il eut fait l'objet d'un procès,,. Son corps est jeté dans la mer, près du port de Cenchrées,,.